# Copa Challenge de futbol
La Copa Challenge fou una competició futbolística creada per John Gramlick, que també havia estat fundador del Vienna Cricket and Football club, iniciada el 1897 i que enfrontava clubs de l'Imperi Austrohongarès. Amb alguna excepció, el torneig era disputat per clubs de les tres grans àrees futbolístiques del país, a les ciutats de Viena, Praga i Budapest. Avui en dia la copa està en possessió del Wiener Sport-Club, vencedor de la darrera edició el 1911.

## Historial
| Temporada | Data             | Vencedor                         | Finalista                        | Resultat       |
| --------- | ---------------- | -------------------------------- | -------------------------------- | -------------- |
| 1897/98   | 27 Novembre 1897 | Vienna Cricket and Football-Club | Wiener FC 1898                   | 7-0            |
| 1898/99   | 5 Març 1899      | First Vienna FC                  | AC Victoria Wien                 | 4-1            |
| 1899/00   | 11 Març 1900     | First Vienna FC                  | Vienna Cricket and Football-Club | 2-0            |
| 1900/01   | 21 Abril 1901    | Wiener AC                        | SK Slavia Praga                  | 1-0            |
| 1901/02   | 19 Maig 1902     | Vienna Cricket and Football-Club | Budapesti Torna Club             | 2-1            |
| 1902/03   | 25 Maig 1903     | Wiener AC                        | ČAFC Královské Vinohrady         | no es presentà |
| 1903/04   | 10 Abril 1904    | Wiener AC                        | Vienna Cricket and Football-Club | 7-0            |
| 1904/05   | 24 Abril 1905    | Wiener Sportvereinigung          | Magyar AC Budapest               | 2-1            |
| 1906/08   | no es disputà    | no es disputà                    | no es disputà                    | no es disputà  |
| 1908/09   | 13 Juny 1909     | Ferencvárosi TC                  | Wiener Sport-Club                | 2-1            |
| 1909/10   | (1)              | Budapesti Torna Club             | Wiener Sport-Club                | 2-1            |
| 1910/11   | 24 Setembre 1911 | Wiener Sport-Club                | Ferencvárosi TC                  | 3-0            |

(1) La competició de la temporada 1909/10 no està plenament confirmada, ja que no existeix documentació al respecte. Algunes fons donen aquest partit com a final del campionat però sembla que en realitat no es disputà la competició.

## Palmarès
- 3 títols Wiener AC: 1901, 1903, 1904
- 2 títols Vienna Cricket and Football-Club: 1898, 1902
- 2 títols First Vienna FC 1894: 1899, 1900
- 1 títol Wiener Sportvereinigung: 1905
- 1 títol Ferencvárosi TC: 1909
- 1 títol Wiener Sport-Club: 1911